# Lien Lelyveld
Caroline Rosa Elisabeth (Lien) Lelyveld (Rotterdam, 16 februari 1884 – aldaar, 31 maart 1978) was een Nederlands pianiste.
Ze was dochter van Mozes/Moses Lelijveld en Geertruida Vos. Zelf huwde ze in 1910 met Charles Albert Cocheret (1880-1974), docent  en vertaler Frans (officiële stukken), veertig jaar lang columnist voor het NRC Handelsblad, cartoonist van Sparta Rotterdam en (co-)auteur van diverse boeken over Rotterdam. Hij werd onderscheiden als officier in de Orde van Oranje-Nassau en Officier de l'Instruction Publique en een straatnaam.
Ze kreeg haar opleiding aan de Muziekschool van de Maatschappij tot Bevordering der Toonkunst van Joh.H. Sikemeier (piano), Ludwig Felix Brandts Buys (solfège), Anton Verheij (muziektheorie en harmonieleer). Later volgden pianolessen van Julius Röntgen en Willem Mengelberg.
Ze gaf samen met het Utrechts Stedelijk Orkest onder leiding van Wouter Hutschenruyter een complete cyclus van de pianoconcerten van Ludwig van Beethoven in de concertzaal. Ze trad voorts op in Birmingham en in Rotterdam en omstreken. Na de beginperiode en haar huwelijk trad ze tot in de jaren vijftig onregelmatig op (eens in de drie jaar) met in 1954 de Variations symphoniques van César Franck met het Rotterdams Philharmonisch Orkest onder leiding van Eduard Flipse.
Ze was voorts pianolerares aan muziekscholen in Rotterdam en leverde Jan Masséus en Jan Binneveld als musici af.
Anna Lambrechts-Vos droeg haar Twaalf variaties met fuga (over 'Wilt heden nu treden") uit 1910 aan haar op. Willem Landré schreef zijn pianoconcert in cis mineur uit 1936 voor haar, dat zij diverse keren zou spelen. Ze was bevriend met Jo Vincent.